# HC WIKOV Hronov
HC Wikov Hronov (celým názvem: Hockey Club Wikov Hronov) je český klub ledního hokeje, který sídlí ve městě Hronov v Královéhradeckém kraji. Založen byl v roce 1937 pod názvem AFK Hronov. Svůj současný název nese od roku 2006. V sezóně 2010/11 se stal klub poprvé ve své historii přeborníkem Královéhradeckého kraje. Od sezóny 2016/17 působí v Královéhradecké krajské lize, čtvrté české nejvyšší soutěži ledního hokeje. Od sezony 2020/21 klub působí ve 2. české hokejové lize. Klubové barvy jsou modrá, bílá a zelená.
Své domácí zápasy odehrává ve Wikov aréně.

## Historie

### První kroky hronovského hokeje
Počátky hronovského hokeje jsou spjaty s Atleticko-fotbalovým klubem (AFK), který byl založen v roce 1904, a byl zaměřený především na fotbal. Později (od přelomu 20. a 30. let minulého století) provozoval také atletiku a tenis a založil oddělení zimních sportů, ve kterém bylo zastoupeno lyžování a bruslení.
V prosinci roku 1933 zřídil AFK na hřišti na Bosně kluziště s plochou 3 000 m². V lednu 1935 zřídil TJ Sokol Hronov kluziště v Tyršových sadech a dva roky na to přibylo kluziště na Pivovarském rybníku. Tímto byly dány základní předpoklady pro hraní ledního hokeje, který se zde těšil velké oblibě především u mládeže.
Jak už to tak bývá, začátky nebyly jednoduché, hokej se hrál ve velmi amatérských podmínkách, první kluziště byla vystavěna velmi jednoduše, bez odpovídajících mantinelů a kvalita ledu záležela na rozmarech počasí. Nadšení hráči se ve svém volném čase seznamovali s pravidly, učili se hokejové dovednosti.
Podle dochovaných záznamů se první oficiální zápas odehrál v neděli 10. ledna 1937, jednalo se o přátelské utkání mezi AFK Hronov a Sokolem Náchod, ve kterém Hronovští svému soupeři podlehli poměrem 2:4.

### Sezóna 2005/2006
V této sezóně se hokejisté Hronova umístili na 7. místě (předposlední) a pro další sezónu se udrželi v 1. KLM.

### Sezóna 2006/2007
Sezónu 2006/2007 zahájili hronovští hokejisté pod novým názvem – HC Wikov Hronov. Jméno generálního sponzora se také objevilo v názvu zdejšího zimního stadionu, který od této sezóny nese jméno Wikov aréna. Na trenérskou lavičku se postavil nový trenér Radek Měsíček a změn se dočkal i hráčský kádr.
Sezóna však k povedeným nepatřila, v základní části se mužstvu podařilo zvítězit pouze v pěti zápasech a zisk pouhých 17 bodů odkázal Hronov ke hře ve skupině B, kde odehrál zápasy play-out se Třebechovicemi a s Trutnovem a umístil se na konečné šestém místě (předposlední).

### Sezóna 2007/2008
V sezóně 2007/2008 doznalo mužstvo mužů hned několika změn. Z důvodu malého počtu kmenových hráčů museli být angažováni i hráči z jiných klubů. Tým posílili například hráči z mužstva HC Náchod, který se v této sezóně do soutěže vůbec nepřihlásil.
Vstup do sezóny se však nevydařil podle představ klubu a první tři zápasy mužstvo prohrálo. Nikdo však nic nevzdával a snaha se nakonec vyplatila – zlom v sezóně přišel v zápase s Novým Bydžovem, který Hronovští vyhráli. Od té doby už se týmu dařilo a po základní části se umístil na celkovém čtvrtém místě a poprvé se tak probojoval do závěrečných bojů play-off, kde nakonec obsadil čtvrté místo. Poprvé také vyslal hronovský oddíl své hráče do reprezentačního výběru kraje, který se postavil proti vítězi – Spartaku Nové Město nad Metují.

### Sezóna 2008/2009
Sezóna 2008/09 byla už od svého počátku provázena změnami, v kraji byla totiž oproti předešlým sezónám zřízena jednotná soutěž pro kategorii mužů. Hronovu se stejně jako v minulém ročníku podařilo probojovat do play-off a nakonec obsadil celkové páté místo.

### Sezóna 2009/2010
V ročníku 2009/10 došlo k poměrně velkým změnám v kádru, tým posílili junioři z Hradce Králové. Oproti minulým sezónám se Hronovu tentokrát do nejlepší šestky probojovat nepodařilo a dveře pro play-off se mu definitivně zavřely v utkání proti Náchodu a celkově se umístil na sedmém místě.

### Sezóna 2010/2011
Hronovu se podařilo skvěle proplout základní částí i její nadstavbou, když se mu obě tyto části podařilo vyhrát a postupoval tak do závěrečných bojů play-off z prvního místa. V semifinále se postavil proti Dvoru Králové, kterému nedal příležitost k jediné výhře, a po semifinálové sérii vyhrané 3:0 postoupil do finále proti Novému Městu. Ani Spartak se z žádného vítězství radovat nemohl a hokejisté Hronova tak poprvé v historii klubu zvítězili v Krajské lize Královéhradeckého kraje.

### Sezóna 2011/2012
V ročníku 2011/12 došlo ke změně hracího modelu, který nezahrnoval play-off. Vstup Hronova do sezóny nebyl moc vydařený, každým odehraným zápasem se ale výkony zlepšovaly. Do druhé části sezóny vstupovali Hronovští ze šestého místa a po přepočítání bodů ze vzájemných zápasů s ostatními postupujícími celky byli pátí. Ve druhé části se Hronovu díky dobrým výsledkům podařilo nakonec vybojovat konečné třetí místo.

### Sezóna 2012/2013
Nová hokejová sezóna oproti té minulé slibovala opět napínavé boje v play-off, další novinkou byl také nástup nového soupeře, a to celku z Trutnova, který se po nezaplacení startovného pro II. ligu, musel spokojit s krajskou soutěží. V základní části se Hronov spíše trápil, dobrá utkání střídaly nepovedené zápasy s papírově slabšími týmy, které dělaly Hronovu velké potíže. Po odehraných čtyřiadvaceti utkáních základní části se Hronov umístil na pátém místě a ve čtvrtfinále play-off se postavil proti Třebechovicím. Ve čtvrtfinále zvládli Hronovští soupeře porazit ve všech třech zápasech a díky tomu postoupili do semifinále proti Trutnovu. Celek z Krkonoš byl však velmi těžkým soupeřem a Hronov mu dokázal vzdorovat až ve třetím utkání, které však ani přes výrazné zlepšení nedotáhl do vítězného konce a musel se spokojit se bojem o třetí místo proti Novému Městu nad Metují. Po neúspěchu v semifinále měl Hronov za cíl obhájit třetí místo z předchozí sezóny, ale první dvě třetiny proti Novému Městu tomu vůbec nenasvědčovaly, Hronovští se však dokázali vzchopit a ve znamení neuvěřitelného obratu si zajistili vítězství v prvním vzájemném zápase, které bylo možná právě tím klíčovým utkáním, díky kterému si následně dokráčeli ještě pro další dvě výhry a dokázali tak obhájit bronzové medaile z předchozího ročníku.

## Týmové úspěchy
- 2007/2008 – 4. místo v Krajské lize mužů Královéhradeckého kraje
- 2010/2011 – Mistr Krajské ligy mužů Královéhradeckého kraje
- 2011/2012 - 3. místo v Krajské lize mužů Královéhradeckého kraje
- 2012/2013 - 3. místo v Krajské lize mužů Královéhradeckého kraje
- 2013/2014 - 6. místo v Krajské lize mužů Královéhradeckého kraje

## Historické názvy
- 1937 – AFK Hronov (Atleticko-fotbalový klub Hronov)
- 19?? – HC Hronov (Hockey Club Hronov)
- 2006 – HC WIKOV Hronov (Hockey Club WIKOV Hronov)

## Přehled ligové účasti
Stručný přehled
Zdroj:
- 2003–2004: Královéhradecká a Pardubická krajská liga – sk. A (4. ligová úroveň v České republice)
- 2004–2005: Královéhradecký a Pardubický krajský přebor (5. ligová úroveň v České republice)
- 2005–2006: Královéhradecká a Pardubická krajská liga – sk. A (4. ligová úroveň v České republice)
- 2006–2014: Královéhradecká krajská liga (4. ligová úroveň v České republice)
- 2014–2015: bez soutěže
- 2015–2016: Královéhradecká krajská soutěž (5. ligová úroveň v České republice)
- 2016–2020 : Královéhradecká krajská liga (4. ligová úroveň v České republice)
- 2020– : 2. česká hokejová liga (3. ligová úroveň v Česku)

Jednotlivé ročníky
Zdroj:
Legenda: ZČ - základní část, červené podbarvení - sestup, zelené podbarvení - postup, fialové podbarvení - reorganizace, změna skupiny či soutěže
| Česko (2003 – )                                                                               |                                                   |           |           |                                                       |                      |
| Sezóny                                                                                        | Soutěž                                            | Úroveň    | ZČ        | Play-off, nadstavba, sk. o udržení...                 | Poznámky             |
| 2003/04                                                                                       | Královéhradecká a Pardubická krajská liga – sk. A | 4. úroveň | 8. místo  | Skupina o umístění (16. místo)                        | Sestup               |
| 2004/05                                                                                       | Královéhradecký a Pardubický krajský přebor       | 5. úroveň | 2. místo  | Zápas o 3. místo (výhra)                              | Postup               |
| 2005/06                                                                                       | Královéhradecká a Pardubická krajská liga – sk. A | 4. úroveň | 7. místo  | Skupina o umístění A (8. místo)                       | Reorganizace         |
| 2006/07                                                                                       | Královéhradecká krajská liga                      | 4. úroveň | 6. místo  |                                                       |                      |
| 2007/08                                                                                       | Královéhradecká krajská liga                      | 4. úroveň | 4. místo  | Zápas o 3. místo (prohra)                             |                      |
| 2008/09                                                                                       | Královéhradecká krajská liga                      | 4. úroveň | 5. místo  |                                                       |                      |
| 2009/10                                                                                       | Královéhradecká krajská liga                      | 4. úroveň | 8. místo  | Zápas o 7. místo (výhra)                              |                      |
| 2010/11                                                                                       | Královéhradecká krajská liga                      | 4. úroveň | 1. místo  | Vítěz                                                 | Kvalifikace          |
| 2011/12                                                                                       | Královéhradecká krajská liga                      | 4. úroveň | 3. místo  |                                                       |                      |
| 2012/13                                                                                       | Královéhradecká krajská liga                      | 4. úroveň | 5. místo  | Zápas o 3. místo (výhra)                              |                      |
| 2013/14                                                                                       | Královéhradecká krajská liga                      | 4. úroveň | 5. místo  | Zápas o 5. místo (prohra)                             | Odhlášení ze soutěže |
| V letech 2014–2015 byl klub bez A-mužstva, v soutěžích přihlášena pouze mládežnická družstva. |                                                   |           |           |                                                       |                      |
| 2015/16                                                                                       | Královéhradecká krajská soutěž                    | 5. úroveň | 1. místo  | Baráž o krajskou ligu (1. místo)                      | Postup               |
| 2016/17                                                                                       | Královéhradecká krajská liga                      | 4. úroveň | 4. místo  | Zápas o 3. místo (prohra)                             |                      |
| 2017/18                                                                                       | Královéhradecká krajská liga                      | 4. úroveň | 5. místo  | Čtvrtfinále                                           |                      |
| 2018/19                                                                                       | Královéhradecká krajská liga                      | 4. úroveň | 5. místo  | Čtvrtfinále                                           |                      |
| 2019/20                                                                                       | Královéhradecká krajská liga                      | 4. úroveň | 2. místo  | Semifinále                                            |                      |
| 2020/21                                                                                       | 2. liga – sk. Sever                               | 3. úroveň | neurčeno  |                                                       | Zrušeno              |
| 2021/22                                                                                       | 2. liga – sk. Sever                               | 3. úroveň | 4. místo  | Semifinále (prohra 0:4 na zápasy s HC Letci Letňany)  |                      |
| 2022/23                                                                                       | 2. liga – sk. Západ                               | 3. úroveň | 16. místo | Play-down (prohra 1:2 na zápasy s HHK Velké Meziříčí) | převod licence       |
| 2023/24                                                                                       | 2. liga – sk. Západ                               | 3. úroveň | 13. místo | Ne                                                    |                      |
| 2024/25                                                                                       | 2. liga – sk. Západ                               | 3. úroveň | 4. místo  | Čtvrtfinále (prohra 0:3 na zápasy s HC Tábor)         |                      |